# Mašťov (zámek)
Mašťov je hrad přestavěný na zámek ve stejnojmenném městě v jižní části okresu Chomutov. Stojí na návrší v severní části města v nadmořské výšce 390 metrů. Zámek, který je ve vlastnictví Ústeckého kraje a slouží jako dětský domov, je chráněný jako kulturní památka.

## Historie

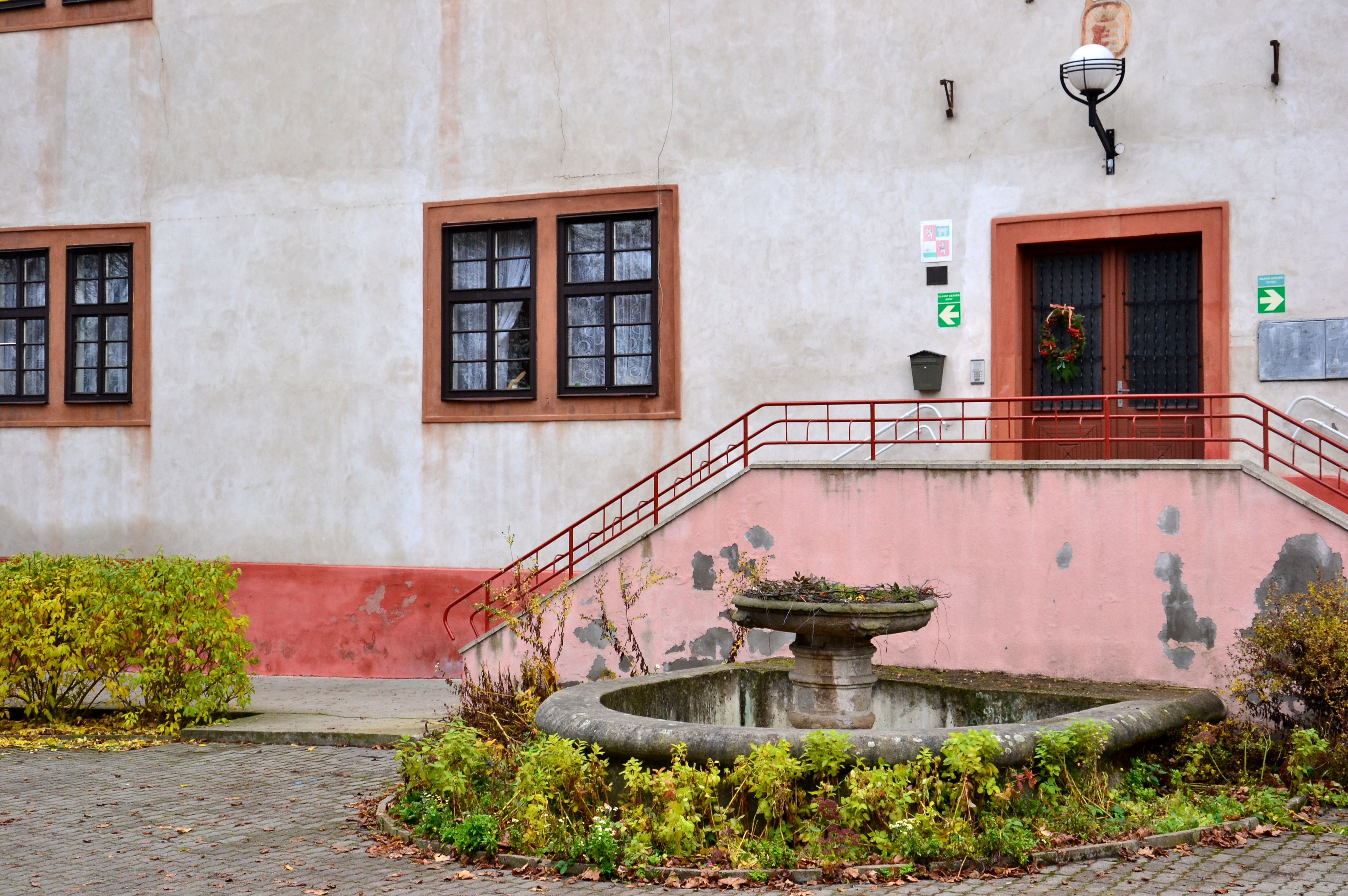
Vstup do zámku s kašnou

Mašťovský hrad, připomínaný poprvé v roce 1281, vybudovali pravděpodobně Břetislav a Purkart z Mašťova, kteří snad pocházeli z rodu Milhostů. Po roce 1391 hrad patřil pánům z Dubé a v roce 1410 je zmiňován Habart z Hertenberku, který v roce 1421 otevřel hrad husitskému vojsku. Husité na hradě zanechali posádku, která se krátce bránila vojsku druhé křížové výpravy. Opevnění hradu ovšem nebylo připravené odolávat dělostřelbě, a proto se posádka 3. září 1421 vzdala. Křižáci umožnili odchod hejtmanovi a každému desátému muži, dalších 84 obránců však bylo popraveno.
V dalším období se na hradě vystřídalo mnoho majitelů: Bušek z Tachlovic (1431), Petr Vrš ze Sadlna (1436), Vilém z Nečtin (1444), Mašťovští z Kolovrat (1454 až 1531), Jan mladší z Lobkovic (1531) a Jeroným Šlik (1542). 
V roce 1555 Mašťov patřil k panství Bohuslava Felixe Hasištejnského z Lobkovic. Po jeho smrti hrad připadl nejstaršímu synovi Valdemaru Hasištejnskému z Lobkovic, který ho nechal přestavět na renesanční zámek. Po Lobkovicích se opět rychle vyměnilo několik majitelů: Švamberkové (konec 16. století), Prokop Dvořecký z Olbramovic (1603) a od roku 1613 (nebo 1612) Štampachové. Prvním z nich byl Matyáš Štampach ze Štampachu, po kterém jej v roce 1615 zdědil synovec Jan Rejchart Štampach ze Štampachu. Brzy poté zemřel i on, a panství připadlo jeho bratrovi Janu Jindřichu Štampachovi.
Jan Jindřich Štampach se však zúčastnil stavovského povstání a na Mašťově dokonce pobýval král Fridrich Falcký, a proto mu byl celý majetek zkonfiskován. Od královské komory ho již v roce 1623 koupil španělský generál Vilém Verdugo.
V roce 1662 panství koupil hrabě Jan František z Goltze. Jeho rod nechal zámek barokně upravit a přistavět věž. V bývalém předhradí vznikl pivovar. Za jejich vlády došlo na panství k selskému povstání, kdy se v roce 1682 u zámku shromáždilo několik tisíc sedláků. Další den se sedláci vydali ke Kadani, kde byli poraženi vojskem generála Haranta a většina jejich vůdců byla popravena. Arnošt Jan Goltz, poslední příslušník rodu v Mašťově, se na zámku zastřelil 30. prosince 1792 a panství po něm zdědil jeho příbuzný Vojtěch Mladota ze Solopysk.
Posledními šlechtickými majiteli panství byla od roku 1838 Gabriela z Ditrichštejna o od roku 1845 Černínové z Chudenic.

## Stavební podoba
Podoba gotického hradu je nejasná, ale byl zřejmě dvojdílný. Nepravidelnosti v pětibokém půdorysu zámecké budovy by mohly kopírovat obvod původního hradního jádra, které obíhal parkán. Z něj se na západní straně dochovaly dvě okrouhlé dělostřelecké bašty, kterých bylo podle plánu města z roku 1727 celkem šest.
Zámecká budova je jednopatrová a má čtyři křídla s uzavřenými arkádami okolo malého nádvoří. Na jižní straně z obvodu vystupuje hranolová věž s cibulovou bání a hodinami. Vnější zdi jsou hladce omítnuty a bez ozdob. Přízemní místnosti jsou zaklenuté valenými klenbami s lunetami a v severovýchodní části je dvouramenné barokní schodiště. Před vstupem do zámku se nachází mísovitá kašna. Okolo budovy se rozkládá zámecký park.